# 그루폰
그루폰(Groupon)은 2008년 11월, 미국에서 시작된 소셜 커머스 기업이다. 이 회사가 소셜 커머스의 효시로 알려져 있다. 그루폰은 13개국에서 활동, 여행, 상품 및 서비스를 제공하여 가입자와 현지 판매자를 연결하는 미국의 글로벌 전자 상거래 시장이다. 시카고에 본사를 둔 그루폰은 2008년 11월 시카고에서 출시되었으며 곧이어 보스턴, 뉴욕, 토론토에서도 출시되었다. 2010년 10월까지 그루폰은 북미 150개 도시, 유럽, 아시아, 남미 100개 도시에서 이용 가능했으며 등록 사용자 수는 3,500만 명에 달했다. 2015년 3월 말까지 그루폰은 전 세계 500개 이상의 도시, 거의 4,810만 명의 활성 고객에게 서비스를 제공했으며 전 세계 48개국에서 425,000개 이상의 활성 거래를 제공했다.
그루폰의 아이디어는 전 CEO이자 피츠버그 출신인 앤드루 메이슨(Andrew Mason)이 창안했다. 이 아이디어는 아이디어 개발을 위해 초기 자금으로 100만 달러를 제공한 그의 전 고용주인 에릭 레프코프스키(Eric Lefkofsky)의 관심을 끌었다. 2010년 4월 회사 가치는 13억 5천만 달러로 평가되었다. 그루폰의 마케팅 협회가 실시하고 포브스지와 월 스트리트 저널에 보도된 2010년 12월 보고서에 따르면 그루폰은 "회사가 다른 어떤 기업보다 빠르게 10억 달러의 매출을 올릴 속도에 있다고 예상"했다.
공개 기업으로서 첫 번째 수익 발표에서 그루폰은 조정 기준으로 2011년 4분기 손실 980만 달러를 보고하여 투자자들을 실망시켰다. 2012년 3월 회사가 2011년 매출을 하향 조정한 후 추가적인 투자자 우려가 제기되었다.

## 역사
궁극적으로 그루폰 아이디어는 2006년 휴대전화 계약을 취소하려는 창업자 앤드루 메이슨의 좌절감에서 탄생했다. 메이슨은 많은 사람들의 단체 교섭력을 활용할 수 있는 어떤 방법이 있어야 한다고 생각했다. 2007년에 메이슨은 목표 달성을 위해 사람들을 모으기 위해 소셜 미디어를 활용하는 "티핑 포인트" 원칙에 기반한 웹 플랫폼인 더 포인트(The Point)를 출시했다. 포인트는 일종의 원인이나 목표를 중심으로 사람들을 조직하기 위한 것이었다. 사용자 그룹이 돈을 절약하기로 결정하기 전까지는 시카고에서 약간의 견인력을 얻었다. 그들은 단체 할인을 받기 위해 같은 제품을 구매하도록 사람들을 모으고 싶었다. 설립자 에릭 레프코프스키는 회사가 전적으로 공동 구매에 집중하기 위해 전환하기를 원했다. 더 포인트에서 탄생한 그루폰은 2008년 11월에 출시되었다.
전자상거래 플랫폼 그루폰(그루폰)은 '그룹(group)'과 '쿠폰(coupon)'의 합성어이다. 그루폰의 첫 번째 거래는 시카고 건물 1층에 있는 레스토랑인 모텔 바(Motel Bar)에서 피자 2판을 한 장 가격에 제공하는 것이었다.
공동구매에 집중하기로 한 결정은 현명한 결정이었다. 단 1년 반 만에 그루폰은 수십 명의 직원에서 350명 이상으로 성장했다. 매출과 예약도 빠르게 증가했으며 회사는 사업 개시 16개월 만에 10억 달러 이상의 가치를 달성했다. 이는 역대 가장 빠른 기업 가치여서 중요한 단계로 간주된다.

## 그루폰 코리아
2011년 3월 14일 한국에서 그루폰 코리아가 서비스를 시작하였다. 하지만, 한국 시장 현지화를 이루지 못한 탓에 그리 유명해지지 못했다. 결국 그루폰이 티켓몬스터를 인수한 이후인, 2014년 5월 31일 서비스를 종료하였다.